# Eric Harding
Eric Harding (* 20. Dezember 1972 in Philadelphia) ist ein ehemaliger US-amerikanischer Profiboxer.

## Amateurkarriere
Harding begann im Alter von 13 Jahren mit dem Boxsport, gewann 78 von 84 Amateurkämpfen und war zweimaliger Philadelphia Golden Gloves Champion.

## Profikarriere
Sein Profidebüt bestritt er im August 1991. Er siegte im August 1997 gegen Kabary Salem und im November 1998 gegen Montell Griffin, wodurch er Nordamerikameister der NABF im Halbschwergewicht wurde. Im Juni 2000 gewann er einen IBF-Titelausscheidungskampf einstimmig nach Punkten gegen Antonio Tarver und qualifizierte sich dadurch für einen Weltmeisterschaftskampf gegen den IBO-, WBA-, WBC- und IBF-Titelträger Roy Jones junior, verlor den Kampf jedoch am 9. September 2000 durch verletzungsbedingte Aufgabe nach der zehnten Runde.
2001 gewann er jeweils gegen Demetrius Jenkins und George Jones, verlor jedoch am 20. Juli 2002 einen Rückkampf gegen Antonio Tarver durch TKO in der fünften Runde. Auch seinen nächsten Kampf am 18. Mai 2003 verlor er einstimmig gegen Glen Johnson. 2005 gewann er gegen David Telesco und Daniel Judah, wodurch er US-Meister der IBF und erneut Nordamerikameister der IBF wurde.
Am 2. Juni 2006 verlor er einstimmig gegen Chad Dawson und beendete im Anschluss seine Karriere.